# Borisz Jakovlevics Dubrovszkij
Borisz Jakovlevics Dubrovszkij, oroszul: Борис Яковлевич Дубровский (Moszkva, 1939. október 8. – 2023. augusztus 14.) olimpiai és Európa-bajnok szovjet válogatott orosz evezős.

## Pályafutása
Az 1964-es tokiói olimpián kétpárevezősben Oleg Tyurinnal aranyérmes lett. 1962 és 1965 között egy világbajnoki ezüstérmet illetve egy-egy Európa-bajnoki arany-, ezüst- és bronzérmet szerzett kétpárevezősben.

## Sikerei, díjai
- Olimpiai játékok – kétpárevezős
  - aranyérmes: 1964, Tokió
- Világbajnokság – kétpárevezős
  - ezüstérmes: 1962
- Európa-bajnokság – kétpárevezős
  - aranyérmes: 1964
  - ezüstérmes: 1965
  - bronzérmes: 1963